# Кралството на планетата на маймуните
„Кралството на планетата на маймуните“ (на английски: Kingdom of the Planet of the Apes) е американски научнофантастичен екшън от 2024 г. на режисьора Уес Бол, сценарият е на Джош Фрийдман, Рик Джафа, Аманда Силвър и Патрик Ейсън, продуценти са Джо Хартуик-младши, Джафа, Силвър и Джейсън Рийд. Продуциран и разпространен от „Туентиът Сенчъри Студиос“, той е продължение на „Войната за планетата на маймуните“ (2017) и четвъртият филм от поредицата „Планетата на маймуните“. Във филма участват Оуен Тийг, Фрея Алън, Кевин Дюранд, Питър Мейкън и Уилям Мейси. Световната премиера се състои в Китайския театър на Грауман в Лос Анджелис на 2 май 2024 г. и излиза по кината от Туентиът Сенчъри Студиос в Съединените щати на 10 май. Филмът получава генерално позитивни отзиви от критиката и печели над 397 млн. долара в световен мащаб.

## Актьорски състав

### Маймуни
- Оуен Тийг – Ноа, маймуна-ловец
- Кевин Дюранд – Проксимус Цезар
- Питър Мейкън – Рака
- Лидия Пекъм – Суна
- Травис Джефри – Аная
- Сара Уайсман – Дар
- Нийл Сандиландс – Коро
- Ека Дарвил – Силва
- Рас-Самюъл – Светкавица

### Хора
- Фрея Алън – Мей/Нова
- Уилям Мейси – Треватан
- Дикън Лакман – Корина, водач на човешка сателитна база.

## Филми от поредицата за „Планетата на маймуните“
Поредицата „Планетата на маймуните“ включва 10 филма:
- „Планетата на маймуните“ (1968)
- „Под планетата на маймуните“ (1970)
- „Бягство от планетата на маймуните“ (1971)
- „Завладяването на планетата на маймуните“ (1972)
- „Битка за планетата на маймуните“ (1973)
- „Планетата на маймуните“ (2001)
- „Възходът на планетата на маймуните“ (2011)
- „Зората на планетата на маймуните“ (2014)
- „Войната за планетата на маймуните“ (2017)
- „Кралството на планетата на маймуните“ (2024)